# ژانگ جیانگجیانگ
ژانگ جیانگجیانگ (انگلیسی: Zhang Jingjing؛ زادهٔ ۳ دسامبر ۱۹۸۸)  تیرانداز زن اهل چین است. وی در بازی‌های المپیک تابستانی ۲۰۱۶ حضور داشته‌است.